# المعهد العالي للعلوم الفلاحية بشط مريم
المعهد العالي للعلوم الفلاحية بشط مريم هو إحدى المؤسسات العليا تحت الإشراف المزدوج بين وزارتي الفلاحة والموارد المائية، والتعليم العالي والبحث العلمي والتكنولوجيا من خلال جامعة سوسة. وتوجد بشط مريم على بعد 13 كلم شمالي مدينة سوسة.

شعار المعهد العالي للعلوم الفلاحية بشط مريم

## أرقام
طبقا لأرقام السنة الدراسية 2007-2008 يدرس بها 1181 طالبا من بينهم 672 طالبة.

## مهمتها
من بين ما يقوم به المعهد العالي للعلوم الفلاحية بشط مريم:
- التحضير لإجراء المناظرة الوطنية للدخول إلى المدرسة الوطنية للطب البيطري (مدة سنة واحدة).
- التحضير لإجراء المناظرة الوطنية المدارس الوطنية للهندسة (مدة عامين)
- تكوين فنيين سامين في البستنة والمشاهد الطبيعية (3 سنوات)
- تكوين مهندسين في البستنة (5 سنوات)

المدير السيد محمد علي راكب

## الأقسام
تتوزع الدراسة بالمدرسة على أربعة أقسام، هي:
1. علوم البستنة والمشاهد الطبيعية
2. العلوم البيولوجية وحماية النباتات
3. هندسة أنظمة البستنة والوسط الطبيعي
4. الموارد الحيوانية والصناعات الغذائية والتنمية الريفية

## وصلة خارجية
موقع المعهد العالي للعلوم الفلاحية بشط مريم